# Préfecture autonome tibétaine de Yushu
Cette page contient des caractères spéciaux ou non latins. S’ils s’affichent mal (▯, ?, etc.), consultez la page d’aide Unicode.
Pour les articles homonymes, voir Yushu.
La préfecture autonome tibétaine de Yushu (chinois simplifié : 玉树藏族自治州 ; pinyin : Yùshù zàngzú Zìzhìzhōu ; tibétain : ཡུལ་ཤུལ་བོད་རིགས་རང་སྐྱོང་ཁུལ་ ; translittération Wylie : Yul-shul Bod-rigs rang-skyong-khul) est une subdivision administrative de la province du Qinghai en Chine.

## Histoire
Le séisme de 2010 de Yushu est un tremblement de terre dont la magnitude magnitude a été estimée entre 6,9, (USGS, EMSC) et 7,1 Mw. Le bilan provisoire de cette catastrophe (17 avril 2010) est de 2 220 tués, 12 315 blessés et d'innombrables constructions détruites. Le premier jour, la police a pu sortir des centaines de survivants des décombres, et l'aéroport a permis d'apporter des premiers secours.
Selon la station Radio Free Asia, financée par le congrès des États-Unis, alors que dans les régions autonomes du Tibet plusieurs Tibétains se sont immolés, près de 1 000 manifestants se sont rassemblés à Nangcheng, préfecture de Yushu, ainsi que dans une autre région de cette préfecture, en vêtements tibétains, et demandant le retour du dalaï-lama,.
En 2019, les autorités locales du Xian de Nangqên, interdisent aux moines bouddhistes d’enseigner la langue tibétaine aux enfants.

## Géographie
Sa superficie est de 267 000 km² .

## Climat
Le climat est de type montagnard. Les températures moyennes pour la ville de Korla vont d'environ −6 °C pour le mois le plus froid à +14 °C pour le mois le plus chaud, avec une moyenne annuelle de 4,1 °C, et la pluviométrie y est de 489 mm.

## Économie
En 2006, le PIB total a été de 1,6 milliard de yuans, et le PIB par habitant de 5 116 yuans.

## Transports
En 2009 un aéroport a été ouvert à proximité de Gyêgu, siège du gouvernement de la préfecture autonome tibétaine de Yushu. Cet aéroport, situé à 400 km de la ligne ferroviaire Qing-Zang, a permis d'acheminer rapidement des produits de premiers soins lors du tremblement de terre d'avril 2011.

## Démographie
La population de la préfecture était estimée à 260 000 habitants en 2004.

## Subdivisions administratives
La préfecture autonome tibétaine de Yushu exerce sa juridiction sur six xian :
- le xian de Yushu — chinois : 玉树县 ; pinyin : yùshù xiàn ;
- le xian de Zadoi — chinois : 杂多县 ; pinyin : záduō xiàn ;
- le xian de Chindu — chinois : 称多县 ; pinyin : chēngduō xiàn ;
- le xian de Zhidoi — chinois : 治多县 ; pinyin : zhìduō xiàn ;
- le xian de Nangqên — chinois : 囊谦县 ; pinyin : nángqiān xiàn ;
- le xian de Qumarleb — chinois : 曲麻莱县 ; pinyin : qūmálái xiàn.